# جنگ ایران و عثمانی (۱۶۳۴–۱۶۳۶)
در سال ۱۰۴۳ ه.ق. بار دیگر بین ایران و عثمانی جنگ درگرفت و سلطان مراد چهارم خود نیز عازم حرکت به طرف ایران بود لیکن به علت اختلالاتی که در شام روی کرد برگشت و شاه صفی نیز با سرداران خود در حدود آذربایجان جلوی ترک‌ها را گرفت.
سلطان مراد نیت خود را در لشکرکشی به سمت ایران در ۹ شوال/ ۱۸ مارس ۱۰۴۴ ه.ق./ ۱۶۳۵ میلادی، حمله به ایروان عملی کرد. کثرت ینی چری‌ها چنان بود که می‌توان گفت در هیچ تاریخی و در هیچ لشکرکشی چنان سپاه گسترده‌ای دیده نشده بود. حتی اشاره به هشتصد هزار نفر شده‌است که صرف نظر از نادرستی عدد نشان دهنده بزرگ بودن این سپاه است. در ابتدای این سال به ارزنةالروم آمد و پس از تهیهٔ کار خود به آذربایجان حمله برد و در ۱۱ صفر ۱۰۴۵ ه.ق.، ایروان را محاصره نمود. طی ۱۱ روز محاصره اکثر خانه‌های قلعه ایروان بر اثر توپ‌های سنگین عثمانی ویران شد و با وجود دفاع جانانه صفویان، در سه نقطه سنگر محاصره شدگان از هم پاشید. با این وجود، ایرانیان باز دو روز دیگر هم پایداری نمودند تا سرانجام طهماسب قلی‌خان قاجار فرزند امیر گونه‌خان، حاکم ایروان تسلیم شد و سلطان مراد به عنوان پاداش او را والی حلب کرد و نام او را از طهماسب‌قلی تبدیل به یوسف نمود (به ترکی استانبولی: Emirgüneoğlu Yusuf Paşa) و از شیعه به سنی تبدیل مذهب داد. البته به زودی چونکه علیه او شکایت شده بود او را از این منصب برکنار نمود. این پیروزی برای دولت عثمانی چنان اهمیتی داشت که سلطان مراد دستور داد هفت شبانه روز در استانبول جشن و چراغانی برپا کنند.
پس از سقوط قلعهٔ ایروان، برای تصرف شهر تبریز از رود ارس گذشت و آبادی‌های سر راه را ویران ساخت. سلطان مراد در ۲۸ ربیع‌الاول ۱۰۴۵ق/۱ سپتامبر ۱۶۳۵م وارد تبریز شد شاه صفی که در ناحیه بُزکش (میان سراب و میانه) در ییلاق بود، با شنیدن این خبر، فرمان داد که ساکنان تبریز به نواحی دوردست فرستاده شوند و بار دیگر سیاست زمین سوخته را در پیش گرفت.
مراد پس از ورود به تبریز، به مسجد حسن پادشاه رفت و دستور داد که شهر را کاملاً ویران نمایند. بقایای شنب غازان نیز با خاک یکسان شد و به دستور او ساختمان‌ها را به آتش کشیدند و تبریز به دریایی از آتش بدل شد؛ در این محله غنایم بی‌شماری به‌دست نیروهای سلطان عثمانی افتاد. سلطان مراد به سبب خرابی شهر و فقدان آذوقه بیش از ۳ روز در تبریز دوام نیاورد و مجبور به بازگشت شد. حاجی خلیفه، کاتب چلبی که در ۱۰۴۵ ه.ق./ ۱۶۳۵ میلادی شاهد این ویرانگری‌ها بوده، جزئیات ماجرا را شرح داده‌است.
هفت ماه و نیم بعد از ویران شدن تبریز، شاه‌صفی که تا این تاریخ از خود حرکتی نشان نداده بود، پس از مراجعت سلطان مراد، با جنگی سخت ایروان را بازپس گرفت. سپاهیان عثمانی در دفاع از قلعه شجاعت و پافشاری زیادی از خود نشان دادند اما پس از کشته شدن مرتضی‌پاشا، فرمانده دژ و فروریختن آخرین دیوار دفاعی در روز ۲۵ شوال ۱۰۴۵ ه.ق. باقی‌مانده سپاه عثمانی تسلیم شد. شاه‌صفی بعداً فرماندهان و سپاهیان عثمانی اسیر شده را آزاد نمود.
- مسیر لشگرکشی مراد چهارم در سال ۱۶۳۵ میلادی